# Dunzendorf (Niederstetten)
Dunzendorf ist ein Wohnplatz auf der Gemarkung des Niederstettener Stadtteils Rinderfeld im Main-Tauber-Kreis im fränkisch geprägten Nordosten Baden-Württembergs.

## Geographie
Der Weiler befindet sich etwa 500 Meter südlich von Rinderfeld. Zwischen Dunzendorf und Rinderfeld liegt der Badesee Rinderfeld.

## Geschichte
Der Wohnplatz kam als Teil der ehemals selbständigen Gemeinde Rinderfeld am 1. Februar 1972 zur Stadt Niederstetten.

## Kulturdenkmale
Kulturdenkmale in der Nähe des Wohnplatzes sind in der Liste der Kulturdenkmale in Niederstetten verzeichnet.

## Verkehr
Der Ort ist über zwei Straßen zu erreichen, die jeweils von der L 1020 abzweigen. Im Ort befindet sich die gleichnamige Straße Dunzendorf.